# Ralph Allan Sampson
Ralph Allan Sampson (Schull, 25 giugno 1866 – Bath, 7 novembre 1939) è stato un astronomo irlandese.

## Biografia
Sampson nacque a Schull, contea di Cork in Irlanda, il quarto di cinque figli. Suo padre, James Sampson, era chimico metallurgico in Cornovaglia, sposato a Sarah Anne Macdermott.
La famiglia si trasferì a Liverpool dove Sampson frequentò il Liverpool Institute, laureandosi successivamente presso il St. John's College di Cambridge, nel 1888. Nel 1891 ricevette una borsa di studio per la ricerca astronomica presso l'Università di Cambridge, (fu studente dell'astronomo John Couch Adams e pubblicò la prima parte del suo secondo volume nel 1900).
Nel 1893 fu nominato professore di matematica presso la Durham College of Science a Newcastle-on-Tyne e nel 1895 fu nominato professore di matematica presso l'università di Durham. Sempre in questo periodo sposò Ida Binney. Nel dicembre 1910 divenne Astronomo reale per la Scozia (fino al 1937) e professore di astronomia presso l'università di Edimburgo. Fece un lavoro pionieristico nel misurare la temperatura di colore delle stelle ed importanti ricerche sulla teoria dei movimenti dei quattro satelliti di Giove, grazie alle quali gli fu conferita la Medaglia d'oro della Royal Astronomical Society, nel 1928. Servì come presidente della Royal Astronomical Society dal 1915 al 1917.
Nel giugno del 1903 fu eletto membro della Royal Society. Nel 1911 fu membro della Royal Society di Edimburgo, introdottovi da insigni iscritti tra cui Frank Watson Dyson, il fisico James Gordon MacGregor e l'anatomista Arthur Robinson. Fu vicepresidente dell'Accademia dal 1915 al 1918, segretario nel 1922-23 e segretario generale dal 1923 al 1933. Vinse anche il premio Keith nel 1919-1920.
Al quinto Congresso Internazionale dei Matematici tenutosi nel 1912 a Cambridge, Sampson presentò un documento intitolato Some points in the theory of errors.
Si ritirò nel 1937 di 71 anni a causa di una malattia e si trasferì a Bath, dove due anni dopo morì.

## Pubblicazioni
- The Eclipses of Jupiter's Satellites (1909)
- The Sun (1914)
- On Gravitation and Relativity (1920)
- Theory of the Four Great Satellites of Jupiter (1921)